# Gábor Horváth (voetballer, 1985)
Gabór Horváth (Székesfehérvár, 4 juli 1985) is een Hongaars betaald voetballer die het liefst centraal in de defensie speelt.
Horváth speelde bij Videoton exact honderd wedstrijden en scoorde daarin zes keer. In seizoen 2009/10 werd hij verkozen tot Hongaars Speler van het Jaar. In de zomer van 2010 werd de verdediger voor één seizoen gehuurd door NAC Breda, dat ook een optie tot koop bedongen. Op 12 september 2010 debuteerde Horváth voor de ploeg uit Breda tegen Feyenoord. Op 29 augustus 2011 werd Horváth door ADO Den Haag overgenomen van Videoton. In 2013 ging hij voor Paksi SE spelen.
Horváth heeft vier interlands achter zijn naam staan voor Hongarije. Hij debuteerde voor zijn land op 14 november 2009 in Gent tegen België. Dit oefenduel werd met 0-3 verloren.

## Statistieken
| Seizoen | Club         | Competitie            | Wedstrijden | Doelpunten |
| ------- | ------------ | --------------------- | ----------- | ---------- |
| 2005/06 | FC Fehérvár  | Magyar Labdarúgó Liga | 13          | 0          |
| 2006/07 | FC Fehérvár  | Magyar Labdarúgó Liga | 12          | 1          |
| 2007/08 | FC Fehérvár  | Magyar Labdarúgó Liga | 24          | 2          |
| 2008/09 | FC Fehérvár  | Magyar Labdarúgó Liga | 22          | 2          |
| 2009/10 | Videoton FC  | Magyar Labdarúgó Liga | 29          | 1          |
| 2010/11 | NAC Breda    | Eredivisie            | 19          | 0          |
| 2011/12 | Videoton FC  | Magyar Labdarúgó Liga | 7           | 0          |
| 2011/12 | ADO Den Haag | Eredivisie            | 23          | 1          |
| 2012/13 | ADO Den Haag | Eredivisie            | 3           | 0          |
| 2013/14 | Paksi SE     | Magyar Labdarúgó Liga | 4           | 0          |
| Totaal  | Totaal       | Totaal                | 156         | 7          |